# 武末茂喜
武末 茂喜（たけすえ しげき、1952年〈昭和27年〉11月5日 - ）は、日本の政治家。福岡県那珂川市長（2期）。元那珂川町長（3期）。

## 来歴
福岡県筑紫郡那珂川町（現：那珂川市）片縄に生まれる。那珂川町立岩戸小学校、那珂川町立那珂川中学校、福岡大学附属大濠高等学校卒業。1975年（昭和50年）3月、福岡大学卒業。
1977年（昭和52年）4月、那珂川町役場に奉職。那珂川町子育て支援課長。
2008年（平成20年）6月28日、那珂川町発注のリサイクル施設建設工事をめぐり、町長の後藤良助が収賄容疑で逮捕される。同年7月に武末は役場を退職。8月31日に行われた町長選挙に立候補し初当選を果たした。
2016年（平成28年）、無投票により3期目の当選。
2018年10月1日、那珂川町は市制施行し、那珂川市長に就任。
2020年（令和2年）、無投票により4期目の当選。
2024年（令和6年）、市制施行後初の市長選で、新人候補を破り5期目の当選。

## 政策・主張
- 那珂川町の市制施行を推し進めている。2018年（平成30年）3月28日、福岡県議会定例会において市制移行の関連議案が可決。県議会での議決後、小川洋福岡県知事（当時）は決定書を武末に手渡した。同年10月1日、市制移行した[6][9]。